# Anaglyptus luteofasciatus
Anaglyptus luteofasciatus är en skalbaggsart som beskrevs av Maurice Pic 1905. Anaglyptus luteofasciatus ingår i släktet Anaglyptus och familjen långhorningar. IUCN kategoriserar arten globalt som starkt hotad. Inga underarter finns listade i Catalogue of Life.